# Pentilo
Na mitologia grega, existem vários personagens com o nome Pentilo.

## Filho de Orestes
Um filho ilegítimo de Orestes com sua meio-irmã Erígone, filha de Egisto e Clitemnestra.